# Alan Stevenson
Pour les articles homonymes, voir Stevenson.
Alan Stevenson (1807, Édimbourg – 1865) était un ingénieur écossais œuvrant au sein du Northern Lighthouse Board (Bureau des phares du Nord).
Membre de la famille d'ingénieurs des Stevenson, il est le fils ainé de Robert Stevenson et le frère de David et Thomas Stevenson.

## Phares réalisés
- Little Ross (1843)
- Skerryvore (1844)
- Covesea Skerries (1846)
- Chanonry Point (1846)
- Cromarty (1846)
- Cairn Point (1847)
- Noss Head (1849)
- Ardnamurchan Point (1849)
- Sanda (1850)
- Heston Island (1850)
- Hoy High and Hoy Low, Graemsay (1851)
- North Ronaldsay (1852)
- Arnish Point (1853)